# کولشووات
کولشووات (به مجاری:  Külsővat) یک شهرداری در مجارستان است که در ناحیه پاپا واقع شده‌است. کولشووات ۱۹٫۳۱ کیلومتر مربع مساحت و ۸۶۷ نفر جمعیت دارد.